# József Katona (nadador)
József Katona (Eger, Hungría, 12 de septiembre de 1941 - 26 de diciembre de 2016) fue un nadador especializado en pruebas de estilo libre. Fue campeón de Europa en 1500 metros libres durante el Campeonato Europeo de Natación de 1962.

## Palmarés internacional
| Campeonato Europeo de Natación | Campeonato Europeo de Natación | Campeonato Europeo de Natación | Campeonato Europeo de Natación |
| Año                            | Lugar                          | Medalla                        | Prueba                         |
| ------------------------------ | ------------------------------ | ------------------------------ | ------------------------------ |
| 1958                           | Budapest ( Hungría)            | Medalla de plata               | 1500 m libre                   |
| 1958                           | Budapest ( Hungría)            | Medalla de bronce              | 4 × 200 m libres               |
| 1962                           | Leipzig ( Alemania)            | Medalla de oro                 | 1500 m libres                  |